# Maggie Ma
Maggie Ma (Vancouver, 9 luglio 1982) è un'attrice, cantante e ballerina canadese,  nota soprattutto per aver svolto il ruolo di Perry nel film Final Destination 3.

## Origini
I genitori di Maggie sono di origine cinesi tuttavia lei è nata in Canada molto probabilmente a causa di un trasferimento.

## Filmografia parziale
- John Tucker Must Die (2006)
- Final Destination 3 (2006)
- They Wait (2007)
- Curse of the Jade Falcon (2008)
- The John (2009)
- Una notte con Beth Cooper (2009)